# King Kong (Fahrgeschäft)
King Kong ist ein Fahrgeschäft, welches speziell für Familien konzipiert und nur für Freizeitparks erhältlich ist. Entwickelt und vertrieben wird das Fahrgeschäft seit 2009 von der Bremer Firma Huss Park Attractions.

## Entstehung
Das Fahrkonzept nimmt seinen Einfluss aus dem gleichnamigen und weltweit bekannten Film King Kong. Die Animatronik und Thematisierung des Fahrgeschäfts wurde in Zusammenarbeit mit dem Unternehmen HEIMO animated attractions Mordelt GmbH & Co.KG. (jetzt Heimotion GmbH) aus Jagsthausen realisiert. Das erste Anlage wurde 2009 im belgischen Freizeitpark Bobbejaanland eröffnet.

## Fahrweise
Die Fahrgäste nehmen Platz in einer Straßenbahnwagen ähnlichen Gondel, die bis zu 24 Personen aufnehmen kann. Sobald die Fahrt beginnt, hält King Kong die Gondel in den Händen und hebt sie bis auf einer Höhe von über 12 Meter hoch, dann fängt er an sie zu schütteln. Dabei atmet er Rauch aus, macht Geräusche und seine Augen leuchten rot. Schließlich lässt er die Gondel wieder zum Boden herab, damit die Fahrgäste wieder aussteigen können.

## Bestehende Anlagen
| Name      | Freizeitpark                | Land       | Eröffnet |
| --------- | --------------------------- | ---------- | -------- |
| King Kong | Bobbejaanland               | Belgien    | 2009     |
| King Kong | Le PAL                      | Frankreich | 2009     |
| King Kong | China Dinosaurs Park        | China      | 2010     |
| King Kong | Vialand Theme Park          | Türkei     | 2013     |
| King Kong | Loca Joy Holiday Theme Park | China      | 2013     |
| King Kong | Adventure Island            | Katar      | 2018     |

## Hersteller
- Huss Rides